# Cowboys & Kisses
Cowboys and Kisses è un brano musicale della cantautrice statunitense Anastacia pubblicato nel 2001 come terzo singolo del suo primo album Not That Kind.
Scritto da Anastacia, Jive "JIVE" Jones e Charlie Pennachio.

## Descrizione

### Antefatti
Nel 2000 dopo aver inciso quasi tutto l'album Not That Kind le viene proposta una demo musicalmente già improntata verso il genere country. L'artista, dopo averla visionata, si trova spiazzata in quanto poco affine al suo stile di scrittura. Decide di lavorarci lo stesso, scrive il testo cercando di immedesimarsi nella musicalità. La intitola con due parole, Cowboys cercando di anticipare all'ascoltatore il genere in cui si imbatterà e Kisses, come auspicio ad una chiave di lettura più delicata.
Nasce così un brano completamente diverso dai suoi precedenti singoli che conferisce all'artista un tono interpretativo più morbido, capace di mostrare un colore più tenue della sua personalità.
Durante un'intervista descrive così l'approccio alla demo:

### Composizione
Cowboys & Kisses inizia con un lick country di chitarra acustica impreziosito da alcuni assoli distorti dal pedale wah wah. Successivamente entrano in scena batteria e basso che vengono addolciti dal suono dei violini. Partono i cori che anticipano la voce dell'artista con un giro dell'inciso. Anastacia utilizza un tono mansueto nelle prime strofe per poi esplodere dal bridge in poi, dove nel testo rimprovera uno dei protagonisti della sua storia. 

### Temi trattati
Il testo racconta di un amore tossico che tormenta l'innamorata con conseguente annientamento della propria identità. Le parole sottolineano l'infinito sconforto e sensazione di vuoto che prova quando la persona amata si allontana fisicamente per poi tornare e causare un'ennesima crisi di coscienza. L'incertezza dei suoi sentimenti alimenta l'insicurezza delle proprie azioni. La donna descritta non sa come comportarsi e si interroga sul valore dell'amore.
(Cowboys & Kisses)
Il suo compagno ormai è diventato la metafora del cowboy, un individuo sfuggente in cerca di territori nuovi. I baci che si scambiano sono sempre più fugaci e la donna è sempre più confusa.
Nel crescendo della melodia, l'artista descrive la paura di confrontarsi con la realtà per timore di trarne un'ovvia conclusione. Allo stesso tempo disapprova l'atteggiamento della coppia, biasimando l'uomo con parole di frustrazione.
(Cowboys & Kisses)
Il testo trasmettere la lotta interiore dell'aggrapparsi a una relazione nonostante i suoi effetti dannosi, il conflitto interiore tra amore e autoconservazione. L'impatto della canzone sull'ascoltatore risiede nella sua riconoscibilità, poiché molti possono empatizzare con il dolore del rimanere impigliati a un amore tossico per paura o abitudine.
L'emotività di Anastacia e i testi introspettivi invitano gli ascoltatori a riflettere sulle proprie relazioni e sull'importanza dell'auto-scoperta. Un'esplorazione toccante delle complessità dell'amore e dell'autostima. Il brano lascia un'impressione duratura con la sua cruda onestà e i temi universali di desiderio, crepacuore e resilienza.

## Video musicale
Il video musicale per Cowboys & Kisses è stato girato l'8 e il 9 gennaio 2001, al Camarillo Airport in California, USA. La direzione è affidata per la seconda volta a Nigel Dick, che in precedenza diresse Anastacia per I'm Outta Love.

### Sinossi
All'inizio del video viene mostrato un uomo di spalle, che con un telecomando in mano, si siede su una poltrona ed accende la televisione. L'uomo indossa un anello d'oro al mignolo della mano destra. Le immagini sullo schermo raffigurano Anastacia alla guida di un'auto d'epoca mentre si dirige verso l'hangar di un aeroplano. Indossa un cappello da cowboy marrone e i suoi caratteristici occhiali da vista. Mentre vanno in onda questi frammenti video, l'uomo misterioso apre dei fascicoli di immagini scattate ad Anastacia di nascosto.
L'artista arriva all'hangar e scende dalla macchina. Indossa jeans, crop top e un cappotto lungo, al dito medio della mano destra porta lo stesso anello dell'uomo misterioso. Inizia a cantare insieme alle sue coriste, mentre vengono alternati dei frammenti di video raffiguranti degli uomini durante allenamenti di kickboxing. 
Nell'hangar è parcheggiato un camper da cui Anastacia esce con abiti diversi. L'uomo la spia facendo intendere di trovarsi all'interno dell'hangar, a pochi passi da lei. Continua a sfogliare materiale fotografico dell'artista che termina di cantare il brano sopra le ali di un aereo d'epoca parcheggiato nel capannone. Torna in macchina e si allontana mentre l'uomo spegne la televisione.

## Tracce
UK CD single
1. "Cowboys & Kisses" (Tin Tin Out Radio Mix) – 3:56
2. "Cowboys & Kisses" (Radio Edit) – 3:33
3. "I'm Outta Love" (Hex Hector Main Club Mix) – 7:59
4. "Cowboys & Kisses" (Video)

European CD single
1. "Cowboys & Kisses" (Radio Edit) – 3:33
2. "I'm Outta Love" (versione a cappella) – 1:55

European CD maxi single
1. "Cowboys & Kisses" (Radio Edit) – 3:33
2. "Cowboys & Kisses" (Unplugged Version) – 3:57
3. "Nothin' at All" – 4:28
4. "I'm Outta Love" (versione a cappella) – 1:55

German CD maxi single
1. "Cowboys & Kisses" – 4:42
2. "I'm Outta Love" (versione a cappella) – 1:55
3. "Underdog" – 4:57
4. "Nothin' at All" – 4:28

European 12" single
A1. "Cowboys & Kisses" (Radio Edit) – 3:33
A2. "Cowboys & Kisses" (Unplugged Version) – 3:57
B1. "Nothin' at All" – 4:28
B2. "I'm Outta Love" (versione a cappella) – 1:55
Australian CD single
1. "Cowboys & Kisses" (Radio Edit) – 3:33
2. "Underdog" – 4:57
3. "Not That Kind" (Mousse T Remix) – 3:25
4. "Not That Kind" (Hex Hector Radio Edit) – 3:16
5. "Cowboys & Kisses" (Unplugged Version) – 3:57

## Crediti e musicisti
I crediti sono estrapolati dal booklet di Not That Kind.
Studi
- Registrata alla The Dream Factory (New York)
- Missata e masterizzata ai Cove City Sound Studios (Glen Cove, New York)

Musicisti
- Anastacia – testo, voce, cori
- Jive "JIVE" Jones – testo. produzione, programmazione
- Charlie Pennachio – testo
- Audrey Wheeler – cori
- Craig Derry – cori
- Rob Bailey – chitarre
- Gary Haase – basso
- Steve Wolfe – batteria
- Ric Wake – produzione
- Eric Kuppler – programmazione aggiuntiva
- Ethan Mates – registrazione
- Thomas R. Yezzi – mix engineering, registrazione (voci)
- Jim Annunziato – assistente mix engineer
- Marc Russell – coordinatore di produzione

## Classifiche
| Classifica (2001) | Posizione massima |
| ----------------- | ----------------- |
| Belgio (Flanders) | 105               |
| Belgio (Wallonia) | 102               |
| Paesi Bassi       | 25                |
| Germania          | 83                |
| Irlanda           | 44                |
| Nuova Zelanda     | 46                |
| Svizzera          | 33                |
| Regno Unito       | 28                |

## Date di pubblicazione
| Paese       | Data             |
| ----------- | ---------------- |
| Australia   | 26 febbraio 2001 |
| Europa      | 26 febbraio 2001 |
| Germania    | 26 febbraio 2001 |
| Mondo       | 12 marzo 2001    |
| Regno Unito | 21 maggio 2001   |